# イースターラビットのキャンディ工場
『イースターラビットのキャンディ工場』（イースターラビットのキャンディこうじょう、原題: Hop）は、2011年に公開されたの実写・アニメーション混合のイースター・ファンタジー・コメディ映画で、イルミネーション・エンターテインメントが製作し、ユニバーサル・ピクチャーズが配給した。監督はティム・ヒル、製作はクリス・メレダンドリとミシェル・インペラート・スタービル、脚本はブライアン・リンチおよびシンコ・ポールとケン・ダウリオのチームによって執筆された（ポールとダウリオは映画のストーリーも考案した）。出演はジェームズ・マースデン、ラッセル・ブランド、ケイリー・クオコ、ハンク・アザリア、ゲイリー・コール、エリザベス・パーキンス、デビッド・ハッセルホフ、チェルシー・ハンドラー、ヒュー・ローリーなどで、ティファニー・エスペンセン、ダスティン・ヤバラ、ヒュー・ヘフナーもサポート役で出演している。
映画は、父親の後を継いでイースターバニーになるよりも、バンドでドラマーとして活動したいと願う若いウサギと、仕事を探している人間の怠け者との友情を描いている。
『イースターラビットのキャンディ工場』は2011年3月27日にユニバーサル・スタジオ・ハリウッドでプレミア上映され、4月1日にアメリカで劇場公開された。批評家からは概ね否定的な評価を受けたが、劇場公開期間中に1億8400万ドルの興行収入を記録し、製作費6300万ドルを上回った。現時点では、イルミネーションの映画で実写とアニメーションを組み合わせた唯一の作品である。

## ストーリー
イースター島（南米チリ）。ウサギのイービーは父親に連れられ、復活祭用のお菓子を製造する「キャンディ工場」に足を踏み入れた。父親は、この工場で作られたお菓子を世界中の子供たちに届けており、息子にいずれこの工場を引き継ぐことになると伝えた。
カリフォルニア州ヴァンナイズのオヘア家。夜、少年フレッドは窓の外を眺めていると、ヒヨコたちが操縦する不思議な飛行装置を目撃する。ウサギたちがその装置から降り、庭に卵を置いていく様子に驚いたフレッドは、カメラを持って庭へと走り出すが、ウサギたちはすでに姿を消していた。庭にはお菓子のバスケットとウサギの包装紙が巻かれたチョコレートが残っていた。
それから20年後、フレッドはリストラされたまま再就職できずにいた。両親はフレッドに、理想が高すぎると忠告し、とにかく何か仕事を見つけるように促す。フレッドはその厳しい言葉に沈黙してしまう。妹のサムは、両親に内緒でフレッドに仕事の紹介をし、上司の留守中に家を管理するよう鍵を渡す。フレッドはサムの頼みを聞き入れ、イースターまでの2週間で仕事と住む場所を見つけると約束した。
その頃、イービーは父親から、イースターバニーとしての任命式に備えるよう指示を受けるが、イービー自身はイースターバニーになる気はなく、バンドのドラマーとして世界中を旅する夢を抱いていた。父親はイービーの気持ちを理解せず、ただ一方的に命令を下すばかりだった。イービーは怒り、装置を使ってハリウッドへと家出する決意を固める。しかし、泊まる場所もなく街をさまよい歩いている最中に、車に轢かれてしまう。その車を運転していたのがフレッドだった。イービーは瀕死を装い、フレッドに泊めてもらおうとするが、フレッドは石でイービーを殺そうとする。苦しんでいるウサギを見かねて一思いに殺そうとしたのだと気付いたイービーは飛び起き、保険会社に報告しない代わりに泊めてくれるよう頼んだ。フレッドはウサギが喋ったことに驚き、イービーを家に入れることにした。イービーは怪我をしたふりをしてフレッドの同情を引き、家に泊めてもらうことに成功するが、用意された寝床はガレージの新聞紙の上だった。イービーは抗議するが、フレッドは動揺していて聞き入れなかった。
一方、イービーの父親は息子が家出したことを知りショックを受ける。カルロスはこの機会に自分がイースターラビットになろうと計画を立てるが、イービーの父はそのことに気付かず、息子を探すために「ピンクベレー」と呼ばれる特殊部隊の召集を指示する。無視されたカルロスは怒りを募らせる。
翌朝、フレッドがガレージを確認すると、イービーの姿は消えていた。安堵するフレッドだったが、サムから立ち入りを禁じられていた2階にイービーが侵入しており、部屋を散らかしていた。怒ったフレッドはイービーを放り出そうとするが、イービーは謝罪の言葉を重ねた後、自分がイースターバニーだと打ち明けた。フレッドは子供の頃の記憶を思い出し、イービーを連れ帰ることに決める。フレッドは、かつて見たウサギが実在したことに感動していた。イービーもフレッドに話を合わせ、自分が家出したことは明かさなかった。フレッドはイービーを車に残し、仕事の面接に向かった。イービーは大人しく待つが、ピンクベレーが近くまで来ていることに気付き、フレッドに助けを求める。しかし、フレッドはそれを無視してイービーをゴミ箱に隠し、面接に向かってしまう。イービーはゴミ箱から抜け出し、盲目のバンド「ブラインド・ボーイズ・オブ・アラバマ」のブースに忍び込み、ドラマーとしてセッションに加わる。バンドメンバーは、ウサギであることに気付きつつも、イービーの才能を評価し、エンターテインメント界の大物であるデビッド・ハッセルホフのオーディション情報を教える。一方、フレッドは郵便係として採用されそうになるが、イービーのことで気を取られ、面接が台無しになってしまう。
イービーは、フレッドにオーディション会場に連れて行ってもらうことを約束し、土曜日の夜の生放送への出演が決まる。だが、イービーはピンクベレーの姿を見かけ、急いで車に逃げ込み、フレッドに家出していることを打ち明ける。フレッドはイービーをかばんに隠し、アレックスが出演する学校劇「イースターの魔法」を観に行くことにした。しかし、イービーはアレックスのひどい歌声に驚き、ウサギの被り物をした子供たちをピンクベレーと勘違いし、舞台に飛び出してしまう。フレッドは腹話術のようにイービーを操り、観客を騙して事態を収めるが、劇の後、父親とアレックスから怒られる。しかしフレッドは、イースターバニーになるという新たな目標を抱く。イービーにその夢を伝えると、最初は否定されたものの、フレッドは諦めなかった。
翌朝、イービーはフレッドがイースターの準備をしている姿を目撃し、彼を応援する決意を固める。イービーはフレッドにイースターバニーとしての訓練を始めさせる。一方、カルロスもイースターバニーになるため、自ら訓練を開始していた。
その後、イービーはピンクベレーが迫っていることに気付き、七面鳥のぬいぐるみを使って自分の死を偽装する。そしてホフの迎えの車に乗り込むが、何も知らないフレッドはピンクベレーに捕まり、イースター島に連行される。フレッドは真相を訴えるが聞き入れてもらえず、カルロスはこの混乱に乗じてクーデターを起こし、ウサギたちを閉じ込める。イービーはホフの助言を受け、フレッドを助けに戻ることを決意する。
イービーがキャンディ工場に戻ると、カルロスが子供たちにヒヨコの餌を配ろうとしていた。イービーはカルロスを阻止し、父と和解する。そして、イースターバニーとドラマーの両立を宣言し、フレッドと共に「共同ラビット」として新たな一歩を踏み出した。
フレッドは家族に、イースターバニーとしての活躍を報告するが、誰も信じていなかった。しかし、空飛ぶ乗り物とウサギを目の当たりにし、家族は驚き、父親はフレッドに謝罪する。フレッドは家族に見送られながら、イービーと共に新たな旅に出るのだった。

## 登場人物
フレッド・オヘア（Fred" O'Hare）
演 - ジェームズ・マースデン、コルトン・レイ（少年時代）、声 - 千葉雄大
自分が本当にやりたいことが何であるのか見つけられずにいる青年。少年の頃、イースターの朝にイービーの父親がお菓子を配達してるのを目撃する。この時から、イースターラビットに対して強い憧れを持っている。
イービー（E.B.）
声 - ラッセル・ブランド（原）ジャンゴ・マーシュ（原 / 幼少期）、山寺宏一（日）、明野響香（日 / 幼少期）
生まれた時からイースターラビットになるように父親から教育を受けてきたキャンディ国の王子。しかし、幼少期からボンゴを叩いてきたため、ドラマーの夢を持つようになる。
サム・オヘア（Sam" O'Hare）
演 - ケイリー・クオコ、声 - 坂本真綾
フレッドの妹。兄がまともな社会人になれるよう、いつも手助けをしている。
カルロス（Carlos）
声 - ハンク・アザリア（原）、大塚芳忠（日）
ヒヨコたちのボスで、キャンディ工場の現場監督。イースターラビットにはヒヨコがふさわしい、とクーデターを計画する。
フィル（Phil）
声 - ハンク・アザリア（原）、中尾隆聖（日）
カルロスの部下。工場一のお調子者。いつもヘッドフォンを耳に当て、ダンスをしながら仕事をしている。
ヘンリー・オヘア（Henry O'Hare）
演 - ゲイリー・コール、声 - 津嘉山正種
フレッドの父。家族想いで、サムとアレックスを大変誇りに思っている。長男のフレッドには、独り立ちさせるために厳しい言葉を口にしている。
ボニー・オヘア（Bonnie O'Hare）
演 - エリザベス・パーキンス、声 - 藤田淑子
フレッドの母。典型的な優しい母親であり、子供のよき理解者。フレッドのことはよく理解できないが、それでも、長男の幸せを願っている。
イービーの父親（E.B.'s Dad）
声 - ヒュー・ローリー（原）、銀河万丈（日）
キャンディ工場のトップ。毎年、イースターの朝、イースターエッグとお菓子を、世界中の子供たちに配達するという責任を負っている。
アレックス・オヘア（Alex" O'Hare）
演 - ティファニー・エスペンセン、声 - 宮本侑芽
オヘア家の末っ子で養子。自分が養子になったのは、フレッドが不甲斐ないせいだろうと、冗談で言っている。
デビッド・ハッセルホフ（David Hasselhoff）
演 - デビッド・ハッセルホフ（本人役）、声 - ささきいさお
エンタメ界の“ゴッドファーザー”と呼ばれている男性。オーディションに参加したイービーを夜の生放送に招待するが、フレッドのことが気になるイービーを送り出す。
ピンク・ベレー（Pink Berets）
声 - ジャネット・ヒーリー（原）、指原莉乃（日）
キャンディ工場を守る特殊部隊でピンクのベレー帽を被ったウサギの女の子3匹グループ。リーダーのフラッフィは、追跡装置を持ったベテランのハンター。パッチは武器専門で、いつも吹き矢を手にしている。ビットは、やる気はあるものの、仲間の足を引っ張ることが多い。

## キャスト
| 登場人物                         | 俳優 / 原語版声優                                 | 日本語吹替版声優            |
| -------------------------------- | ------------------------------------------------- | --------------------------- |
| フレッド・オヘア                 | ジェームズ・マースデン コルトン・レイ（少年時代） | 千葉雄大                    |
| イービー（声）                   | ラッセル・ブランド ジャンゴ・マーシュ（幼少期）   | 山寺宏一 明野響香（幼少期） |
| サム・オヘア                     | ケイリー・クオコ                                  | 坂本真綾                    |
| カルロス（声）                   | ハンク・アザリア                                  | 大塚芳忠                    |
| フィル（声）                     | ハンク・アザリア                                  | 中尾隆聖                    |
| ヘンリー・オヘア                 | ゲイリー・コール                                  | 津嘉山正種                  |
| ボニー・オヘア                   | エリザベス・パーキンス                            | 藤田淑子                    |
| イービーの父親（声）             | ヒュー・ローリー                                  | 銀河万丈                    |
| アレックス・オヘア               | ティファニー・エスペンセン                        | 宮本侑芽                    |
| デビッド・ハッセルホフ（本人役） | デビッド・ハッセルホフ（本人役）                  | ささきいさお                |
| ピンク・ベレー（声）             | ジャネット・ヒーリー                              | 指原莉乃                    |
| ミセス・ベック                   | チェルシー・ハンドラー                            | 野沢由香里                  |
| コーディ                         | ダスティン・イバラ                                | かぬか光明                  |
| AD                               | ラッセル・ブランド                                | 河野裕                      |
| 受付嬢                           | シャーリーズ・バーク                              | 森夏姫                      |
| 会場アナウンサー                 |                                                   | 佐藤せつじ                  |
| 少女                             |                                                   | 嶋村侑                      |
| ラジオ男                         |                                                   | 林和良                      |
| ヒュー・ヘフナー（本人役）       | ヒュー・ヘフナー（本人役）                        | 田中信夫                    |

## 制作

### キャンディ工場
キャンディ工場について、共同脚本を担当したシンコ・ポールとケン・ダウリオは、脚本内で詳細には触れず、「夢のような工場」という簡単な説明に留めた。一方で、同じく共同脚本を務めたブライアン・リンチは、子供が行きたくなるような工場を目指してデザインを行った。このキャンディ工場は、明るくカラフルで、多くのお菓子で満たされた場所として描かれている。アニメーション的ではない、本格的な工場の雰囲気を追求したという。ウサギたちのために作られた機械が並ぶが、ベルトコンベアがあるなど、普通の工場と同じ機能を持ち、ただミニチュアサイズなだけである。イースターにおなじみのお菓子も、ウサギの視点で作られている。
当初、エンディングシーンは工場の外で行われる予定だったが、工場の出来栄えが非常に良かったため、舞台を工場内に移すことになった。

### キャラクターデザイン
本作のキャラクターは、『アイス・エイジ』のデザインで知られるピーター・デ・セベが手掛け、CGIアニメーションはロサンゼルスに拠点を置くリズム&ヒューズ・スタジオが担当した。キャラクターにリアリティを持たせるため、声優陣の演技が綿密に研究された。特に、イービーの声を担当したラッセル・ブランドの映像を録画し、彼の表情や動作をアニメーションに反映させた。アニメーション・スーパーバイザーのクリス・A・ベイリーは、ブランドの動作と10代の男性特有のボディランゲージを組み合わせ、イービーのキャラクターを作り上げた。また、アニメーターたちは自分たちも同じセリフを読み、動作をビデオに記録することで、キャラクターに適した動きを細かく検証した。
さらに、実際のウサギやヒヨコの生態を観察することで、リアルな動きを取り入れる試みも行われた。例えば、ウサギが緊張して立ち上がる際の耳の動きや、ヒヨコが鳴いたり、突然素早く動いて羽を膨らませる様子などが、何十台ものカメラによる360度の映像に収められた。
当初、イービーはもっと賢く描かれる予定だったが、アニメーション監督のクリス・ベイリーがラッセル・ブランドの声を聴いたことで、彼のおしゃべりで軽い性格に変更された。ブランドの演技は、彼の地声を少し幼くしたようなトーンで行われ、声や芸風に合わせてキャラクターが調整された。また、ブランドの即興演技が生かされるよう、アドリブを挿入できる余地も残された。

### 実写とアニメーションの融合
人間が登場する実写シーンの撮影中、ウサギであるイービーが必要な場面では、アニメーション・スーパーバイザーのクリス・A・ベイリーが代役を務めた。リハーサルでは、イービーと同じ身長である約56cmの動物のぬいぐるみを持ち歩き、俳優や監督とともにシーンの動きやリズムを調整した。このぬいぐるみとベイリーは「ぬいぐるみパス」という愛称で呼ばれ、俳優たちが演技する際の視線の基準として使用された。この役割により、俳優たちは実際にイービーが存在するかのように自然な演技を行うことができた。

## 音楽
『イースターラビットのキャンディ工場　オリジナル・サウンドトラック』（原題: Hop (Original Motion Picture Soundtrack) ）は、映画『イースターラビットのキャンディ工場』のサウンドトラックアルバムである。全ての楽曲は、これまでにもティム・ヒル監督作品『アルビン/歌うシマリス3兄弟』のスコアを担当した作曲家クリストファー・レナーツが作曲した。このアルバムは2011年3月29日にバック・ロット・ミュージックとヴァレーズ・サラバンド・レコーズからリリースされた。 サウンドトラックには、「ピンク・ベレーのテーマ」（The Pink Berets）というタイトルの35番目の楽曲が含まれている。この楽曲はクリストファー・レナーツがアリ・セオドア、ブライアン・スピッツァー、ジョーダン・ヤーガー、ジュリアン・マイケル・デイビスと共に作曲し、ザ・ディーコンプレッサーズが演奏を担当している。
| #         | タイトル                                                | 作詞  | 作曲・編曲 | 時間 |
| --------- | ------------------------------------------------------- | ----- | ---------- | ---- |
| 1.        | 「プロローグ/イースター島」(Prologue / Easter Island)   |       |            | 2:07 |
| 2.        | 「キャンディ工場」(Candy Factory)                       |       |            | 3:07 |
| 3.        | 「少年時代のフレッド」(Young Fred Gets A Visit)         |       |            | 2:53 |
| 4.        | 「気まずい食卓」(O'Hare's Intervention)                 |       |            | 1:04 |
| 5.        | 「憧れのハリウッド」(Don't Want To Be The Easter Bunny) |       |            | 1:34 |
| 6.        | 「運命の出会い」(The Accident)                          |       |            | 1:47 |
| 7.        | 「哀れなイービー」(Lament)                              |       |            | 0:33 |
| 8.        | 「貧相な寝床」(In The Garage)                           |       |            | 1:19 |
| 9.        | 「カルロスの報告」(Carlos Reports)                      |       |            | 1:50 |
| 10.       | 「精鋭部隊ピンク・ベレー」(Summon The Pink Berets)      |       |            | 1:12 |
| 11.       | 「ジェリービーンズのウ○チ」(Pooping Jellybeans)         |       |            | 0:52 |
| 12.       | 「フレッドの思い出」(Fred Remembers)                    |       |            | 0:29 |
| 13.       | 「就職面接」(Late For Interview)                        |       |            | 1:20 |
| 14.       | 「イービー危機一髪」(EB Escapes)                        |       |            | 1:17 |
| 15.       | 「フレッドの会社見学」(Fred's Tour)                     |       |            | 1:11 |
| 16.       | 「ブルースの達人」(Got The Blues)                       |       |            | 0:43 |
| 17.       | 「悩める父親」(Dad Misses His Son)                      |       |            | 1:48 |
| 18.       | 「サエない帰宅」(Back To The Mansion)                   |       |            | 0:42 |
| 19.       | 「サムの訪問」(Sam's Visit)                             |       |            | 2:40 |
| 20.       | 「ホフのスター誕生」(The Hoff)                          |       |            | 0:27 |
| 21.       | 「父親は分かってくれない」(Fathers Just Don't Get It)   |       |            | 0:42 |
| 22.       | 「本当にやりたい事」(Fred's Realization)                |       |            | 0:37 |
| 23.       | 「イースターラビットになりたい!」(Be The Bunny)         |       |            | 3:24 |
| 24.       | 「連れ去られたフレッド」(Pink Berets Take Fred)         |       |            | 1:04 |
| 25.       | 「イースター島へ」(Back To Easter Island)               |       |            | 2:40 |
| 26.       | 「カルロスの悪だくみ」(Coup De Tat)                     |       |            | 0:52 |
| 27.       | 「友情か、スターの座か」(Oh, The Guilt)                 |       |            | 0:45 |
| 28.       | 「満月の夜」(Easter Moon Rises)                         |       |            | 1:52 |
| 29.       | 「何もかもカルロスのもの」(Carlos Takes Control)        |       |            | 2:23 |
| 30.       | 「驚異の大変身」(Transformation)                        |       |            | 2:04 |
| 31.       | 「フィルのお尻フリフリ・ダンス」(Air Traffic Control)   |       |            | 1:24 |
| 32.       | 「再会/任命式」(Reunion / Proclamation)                 |       |            | 2:27 |
| 33.       | 「オヘア家のブランチ」(Brunch)                          |       |            | 0:56 |
| 34.       | 「ハッピーエンド」(The Big Finale)                      |       |            | 1:56 |
| 35.       | 「ピンク・ベレーのテーマ」(The Pink Berets)             |       |            | 2:23 |
| 合計時間: | 合計時間:                                               | 54:40 |            |      |

## 公開

### プロモーションとマーケティング
ユニバーサルは『イースターラビットのキャンディ工場』のプロモーションのために、ホリデイ・イン、クリスピー・クリーム・ドーナツ、リンツ&シュプルングリー、クラフトフーヅ、ザ・ハーシー・カンパニー、ビルド・ア・ベア・ワークショップ、コムキャスト、コダック、ホールマーク、HMV、バーガーキングなど、92の大手企業と提携した。映画に関連して、玩具、ぬいぐるみ、様々な種類のキャンディー、Tシャツ、クッキーのデコレーションキット、焼き菓子、クラフトフーズ製品など、幅広いライセンス商品が発売された。これらの一部商品は、ウォルマート限定で販売された。『イースターラビットのキャンディ工場』のプレミア上映は2011年3月27日にユニバーサル・スタジオ・ハリウッドで行われた。

### ビデオゲーム
映画の公開に合わせて、ニンテンドーDS専用の『イースターラビットのキャンディ工場』のビデオゲームが発売された。2011年3月29日には、iPhone、iPad、iPod Touch向けのアプリ「Doodle Jump」とのクロスオーバーゲームもApp Storeでリリースされた。映画の公開後に全25レベルがプレイ可能となった。Doodle Jumpのアイテム課金として、ダウンロード後に『イースターラビットのキャンディ工場』のゲームオーバー画面で名前を入力することで、新たなレベルを選択できる仕様になっている。

### ホームメディア
ユニバーサル・ピクチャーズ・ホームエンターテイメントは、2012年3月23日に『イースターラビットのキャンディ工場』のDVDおよびBlu-rayを発売した。フィジカルメディアには、メイキング映像やゲーム、短編映画『フィルのダンスパーティー』（Phil's Dance Party）が収録されている。

## 評価

### 興行収入
『イースターラビットのキャンディ工場』の興行収入は、アメリカとカナダで1億810万ドル、その他の国で7580万ドルを記録し、全世界で合計1億8390万ドルに達した。2011年の全米興行収入ランキングで39位となった。また、現時点でイルミネーション作品の中で最低の興行収入となっている。
アメリカとカナダでは2011年4月1日に公開され、初日で1150万ドルを記録した。公開週末には3579の劇場で3800万ドルの興行収入を記録し、翌週末には42%減の2170万ドル、さらに3週目には1110万ドルを記録した。『イースターラビットのキャンディ工場』は2011年8月19日まで上映され、同年の年間興行収入ランキングで25位となった。

### 批評的反応
『イースターラビットのキャンディ工場』は公開当初、概ね否定的な評価を受けた。レビュー収集サイトRotten Tomatoesでは、140件の批評のうち24％が好意的で、平均評価は4.3/10だった。同サイトのコンセンサスでは、「アニメーションは見事だが、『イースターラビットのキャンディ工場』の脚本は平凡で、ジェームズ・マースデンの必死な演技でも勢いを取り戻せない」とされている。現時点で、イルミネーションの作品中でRotten Tomatoesでの評価が最も低い作品となっている。Metacriticでは、加重平均で23件の批評に基づき、100点中41点が付けられ、「賛否両論または平均的な評価」とされている。観客調査サイトCinemaScoreでは、A+からFまでの評価スケールで「A−」の平均評価を獲得した。
また、イースターチックであるカルロスに関するサブプロットについて、メキシコ系アメリカ人に対して配慮が欠けているとの批判もあり、『バラエティ』のピーター・デブルージは「笑えるほど不適切だ」と評した。『ガーディアン』のフィリップ・フレンチは「サンタクロースの工場を舞台にした最低の映画と、『チャーリーとチョコレート工場』の砂糖漬けバージョンの悪い要素を組み合わせたようだ」と述べている。同じく『ガーディアン』のピーター・ブラッドショーは、4つ星中1つ星をつけ、「魂がなく憂鬱な映画で、プラスチックのような美術デザインが特徴」と評した。

## 受賞歴
『イースターラビットのキャンディ工場』は、2011年のゴールデントレーラー賞で2部門にノミネートされた。「Battle For Easter」（Cimarron Entertainment）がアニメーション/ファミリー部門、「Carrot Quiz」（Mojo）がアニメーション/ファミリー部門のテレビスポットでノミネートされた。また、キャラクターアニメーターのアンドリュー・アーネットは、第39回アニー賞で実写作品におけるキャラクターアニメーションの優れた業績としてノミネートされた。さらに、2011年のゴールデンリール賞では、映画の劇伴音楽編集における優れた業績としてノミネートされた。